# Гай Ліциній Лукулл
Гай Ліциній Лукулл (лат. Gaius Licinius Lucullus; близько 230 до н. е. — після 191 до н. е.) — політичний діяч часів Римської республіки, народний трибун 196 року до н. е.

## Життєпис
Походив з плебейського роду Ліциніїв. Про його батьків відсутні достеменні відомості (Марк або Луцій Ліциній Лукулл). 
У 196 році до н. е. його обрано на посаду народного трибуна. Під час своєї каденції провів закон про заснування жрецької колегії тріумвірів епулони і сам увійшов до цієї колегії.
У 191 році до н. е. спільно з двома членами комісії висвятив храм Ювенти у Великому цирку, зведений на честь перемоги Марка Лівія над Гасдрубалом Баркою. Подальша доля невідома.

## Родина
Висловлювалася думка, що його сином був Луцій Ліциній Лукулл, консул 151 року до н. е. (за іншою версією той був сином Луція Ліцинія Лукулла, курульного еділа 202 року до н. е.). Можливо, був рідним або двоюрідним братом еділа Луція Лукулла.